# Epacrophis boulengeri
Epacrophis boulengeri är en kräldjursart som beskrevs av  Oskar Boettger 1913. Leptotyphlops boulengeri ingår i släktet Epacrophis och familjen äkta blindormar. Inga underarter finns listade i Catalogue of Life.